# Ligat ha’Al (2019/2020)
Ligat ha’Al 2019/2020 (hebr. ליגת העל albo zwana Izraelską Ekstraklasą lub ze względów sponsorskich Ligat Tel Aviv Stock Exchange) –
była 21. edycją najwyższej klasy rozgrywkowej piłki nożnej w Izraelu pod tą nazwą.
Brało w niej udział 14 drużyn, które w okresie od 24 sierpnia 2019 do 7 lipca 2020 rozegrały w dwóch rundach 36 kolejek meczów.
Po rozegraniu spotkań pierwszej rundy rozgrywki zostały zawieszone z powodu zagrożenia epidemicznego po wybuchu pandemii COVID-19.
Wznowione zostały 30 maja 2020.
Maccabi Tel Awiw zdobył drugi tytuł z rzędu, a dwudziesty trzeci w swojej historii.

## Drużyny
| Uczestnicy poprzedniej edycji                                                                                 | Uczestnicy poprzedniej edycji | Uczestnicy poprzedniej edycji | Uczestnicy poprzedniej edycji |
| --- | ----------------------------- | ----------------------------- | ----------------------------- |
| MTA | Maccabi Tel Awiw              | 1                             |                               |
| MHA | Maccabi Hajfa                 | 2                             |                               |
| HBS | Hapoel Beer Szewa             | 3                             |                               |
| MNE | Maccabi Netanja               | 4                             |                               |
| BNY | Bene Jehuda Tel Awiw          | 5                             |                               |
| HHD | Hapoel Hadera                 | 6                             |                               |
| BEI | Beitar Jerozolima             | 7                             |                               |
| HTA | Hapoel Tel Awiw               | 8                             |                               |
| HRA | Hapoel Ra’ananna              | 9                             |                               |
| IKS | Hapoel Ironi Kirjat Szemona   | 10                            |                               |
| HHA | Hapoel Hajfa                  | 11                            |                               |
| ASZ | FC Aszdod                     | 12                            |                               |
| Awans z Liga Leumit                                                                                           |                               |                               |                               |
| HKS | Hapoel Kefar Sawa             | 1                             |                               |
| NES | Sekcia Nes Cijjona            | 2                             |                               |
| Oznaczenia: - kolumna pierwsza – skróty nazw drużyn, - kolumna trzecia – miejsce zajęte w poprzednim sezonie. |                               |                               |                               |

## Faza zasadnicza

### Tabela
| Lp. | Drużyna              | M  | Z  | R  | P  | B+ | B- | +/– | Pkt | Kwalifikacja      |
| --- | -------------------- | -- | -- | -- | -- | -- | -- | --- | --- | ----------------- |
| 1   | Maccabi Tel Awiw     | 26 | 19 | 7  | 0  | 48 | 7  | +41 | 64  | grupa mistrzowska |
| 2   | Maccabi Hajfa        | 26 | 18 | 4  | 4  | 58 | 20 | +38 | 58  | grupa mistrzowska |
| 3   | Beitar Jerozolima    | 26 | 15 | 4  | 7  | 42 | 25 | +17 | 49  | grupa mistrzowska |
| 4   | Hapoel Beer Szewa    | 26 | 13 | 5  | 8  | 33 | 23 | +10 | 44  | grupa mistrzowska |
| 5   | Hapoel Tel Awiw      | 26 | 11 | 5  | 10 | 24 | 36 | −12 | 38  | grupa mistrzowska |
| 6   | Hapoel Hajfa         | 26 | 10 | 7  | 9  | 26 | 30 | −4  | 37  | grupa mistrzowska |
| 7   | Bene Jehuda          | 26 | 9  | 7  | 10 | 23 | 26 | −3  | 34  | grupa spadkowa    |
| 8   | Hapoel Hadera        | 26 | 9  | 7  | 10 | 24 | 28 | −4  | 34  | grupa spadkowa    |
| 9   | Maccabi Netanja      | 26 | 8  | 7  | 11 | 23 | 32 | −9  | 31  | grupa spadkowa    |
| 10  | FC Aszdod            | 26 | 6  | 10 | 10 | 30 | 33 | −3  | 28  | grupa spadkowa    |
| 11  | Hapoel Kefar Sawa    | 26 | 7  | 5  | 14 | 22 | 35 | −13 | 26  | grupa spadkowa    |
| 12  | Ironi Kirjat Szemona | 26 | 6  | 4  | 16 | 24 | 35 | −11 | 22  | grupa spadkowa    |
| 13  | Sekcia Nes Cijjona   | 26 | 5  | 6  | 15 | 17 | 40 | −23 | 21  | grupa spadkowa    |
| 14  | Hapoel Ra’ananna     | 26 | 2  | 10 | 14 | 20 | 44 | −24 | 16  | grupa spadkowa    |

### Wyniki
| Gospodarz \ Gość     | ASH | BEI | BnY | HAH | HBS | HHA | HKS | HRA | HTA | IKS | MHA | MNE | MTA | NES |
| -------------------- | --- | --- | --- | --- | --- | --- | --- | --- | --- | --- | --- | --- | --- | --- |
| FC Aszdod            |     | 2–2 | 0–1 | 0–2 | 2–2 | 1–1 | 0–0 | 3–0 | 2–1 | 1–0 | 1–2 | 0–0 | 0–1 | 2–1 |
| Beitar Jerozolima    | 2–1 |     | 1–3 | 2–0 | 0–0 | 0–2 | 1–0 | 2–0 | 0–1 | 2–2 | 2–0 | 3–1 | 0–4 | 1–0 |
| Bene Jehuda          | 2–0 | 0–2 |     | 0–1 | 0–1 | 0–0 | 0–1 | 1–1 | 1–2 | 2–1 | 1–3 | 0–0 | 0–3 | 1–2 |
| Hapoel Hadera        | 1–1 | 1–2 | 0–0 |     | 0–1 | 2–0 | 2–0 | 4–0 | 0–1 | 2–2 | 0–3 | 1–0 | 0–3 | 1–0 |
| Hapoel Beer Szewa    | 2–1 | 0–1 | 1–2 | 3–0 |     | 1–0 | 3–1 | 1–0 | 3–0 | 2–1 | 0–2 | 2–0 | 1–1 | 3–0 |
| Hapoel Hajfa         | 1–0 | 1–4 | 3–0 | 1–2 | 0–3 |     | 0–2 | 2–2 | 3–0 | 2–1 | 0–0 | 1–3 | 1–1 | 2–0 |
| Hapoel Kefar Sawa    | 1–3 | 2–1 | 0–1 | 0–0 | 0–1 | 0–1 |     | 3–0 | 1–2 | 0–3 | 0–3 | 1–2 | 0–1 | 1–1 |
| Hapoel Ra’ananna     | 1–1 | 2–1 | 0–1 | 1–1 | 2–1 | 0–0 | 1–1 |     | 2–2 | 1–1 | 0–0 | 1–2 | 0–2 | 0–0 |
| Hapoel Tel Awiw      | 0–0 | 0–1 | 1–1 | 2–1 | 1–0 | 0–1 | 2–1 | 3–1 |     | 2–0 | 1–2 | 0–0 | 0–3 | 1–1 |
| Ironi Kirjat Szemona | 2–0 | 0–2 | 2–1 | 0–1 | 0–0 | 1–2 | 1–3 | 2–1 | 0–1 |     | 1–2 | 3–0 | 0–1 | 1–0 |
| Maccabi Hajfa        | 3–3 | 3–1 | 1–1 | 1–0 | 4–0 | 3–0 | 0–1 | 4–3 | 5–0 | 2–0 |     | 3–0 | 3–4 | 4–0 |
| Maccabi Netanja      | 2–4 | 0–3 | 0–3 | 1–0 | 1–1 | 0–0 | 2–2 | 1–0 | 4–0 | 1–0 | 0–2 |     | 0–1 | 3–0 |
| Maccabi Tel Awiw     | 2–0 | 0–0 | 0–0 | 0–0 | 2–0 | 3–0 | 4–0 | 2–1 | 3–0 | 3–0 | 1–0 | 0–0 |     | 1–1 |
| Sekcia Nes Cijjona   | 0–2 | 0–4 | 0–1 | 1–2 | 2–1 | 2–2 | 0–1 | 3–0 | 0–1 | 1–0 | 0–3 | 1–0 | 0–2 |     |

## Faza finałowa

### Grupa mistrzowska
| Lp. | Drużyna               | M  | Z  | R  | P  | B+ | B- | +/– | Pkt | Kwalifikacja lub spadek                     |     | MTA | MHA | BEI | HBS | HTA | HHA |
| --- | --------------------- | -- | -- | -- | -- | -- | -- | --- | --- | ------------------------------------------- | --- | --- | --- | --- | --- | --- | --- |
| 1   | Maccabi Tel Awiw (M)  | 36 | 26 | 9  | 1  | 63 | 10 | +53 | 87  | Liga Mistrzów UEFA • I runda kwalifikacyjna |     |     | 2–0 | 1–0 | 1–1 | 3–0 | 2–0 |
| 2   | Maccabi Hajfa         | 36 | 22 | 7  | 7  | 73 | 32 | +41 | 73  | Liga Europy UEFA • I runda kwalifikacyjna   |     | 0–1 |     | 0–0 | 2–1 | 1–2 | 2–2 |
| 3   | Beitar Jerozolima     | 36 | 16 | 11 | 9  | 51 | 35 | +16 | 59  | Liga Europy UEFA • I runda kwalifikacyjna   |     | 0–0 | 2–2 |     | 1–1 | 3–0 | 1–1 |
| 4   | Hapoel Beer Szewa (P) | 36 | 15 | 10 | 11 | 44 | 33 | +11 | 55  | Liga Europy UEFA • I runda kwalifikacyjna   |     | 2–0 | 0–1 | 2–2 |     | 0–0 | 3–1 |
| 5   | Hapoel Tel Awiw       | 36 | 14 | 6  | 16 | 31 | 55 | −24 | 48  |                                             |     | 0–2 | 1–3 | 3–0 | 1–0 |     | 0–3 |
| 6   | Hapoel Hajfa          | 36 | 12 | 11 | 13 | 39 | 46 | −7  | 47  |                                             | 0–3 | 1–4 | 0–0 | 1–1 | 4–0 |     |     |

### Grupa spadkowa
| Lp. | Drużyna                | M  | Z  | R  | P  | B+ | B- | +/– | Pkt | Kwalifikacja lub spadek |     | BnY | ASH | HAH | MNE | HKS | IKS | NES | HRA |
| --- | ---------------------- | -- | -- | -- | -- | -- | -- | --- | --- | ----------------------- | --- | --- | --- | --- | --- | --- | --- | --- | --- |
| 7   | Bene Jehuda            | 33 | 13 | 10 | 10 | 40 | 30 | +10 | 49  |                         |     |     | 0–0 | 5–0 |     | 0–0 | 2–0 |     |     |
| 8   | FC Aszdod              | 33 | 10 | 11 | 12 | 48 | 47 | +1  | 41  |                         |     |     | 3–1 |     | 2–3 |     | 2–0 | 3–2 |     |
| 9   | Hapoel Hadera          | 33 | 10 | 10 | 13 | 33 | 42 | −9  | 40  |                         |     |     |     | 1–2 | 0–0 |     | 2–2 | 2–2 |     |
| 10  | Maccabi Netanja        | 33 | 11 | 7  | 15 | 35 | 46 | −11 | 40  |                         | 1–3 | 2–5 |     |     | 0–1 | 3–1 |     |     |     |
| 11  | Hapoel Kefar Sawa      | 33 | 10 | 8  | 15 | 28 | 38 | −10 | 38  |                         |     |     |     |     |     | 0–0 | 0–1 | 2–0 |     |
| 12  | Ironi Kirjat Szemona   | 33 | 9  | 5  | 19 | 30 | 43 | −13 | 32  |                         |     | 3–0 | 0–3 |     |     |     | 1–0 |     |     |
| 13  | Sekcia Nes Cijjona (S) | 33 | 8  | 8  | 17 | 23 | 46 | −23 | 32  | Spadek do Liga Leumit   |     | 0–0 |     |     | 1–0 |     |     |     | 2–1 |
| 14  | Hapoel Ra’ananna (S)   | 33 | 2  | 11 | 20 | 27 | 62 | −35 | 17  | Spadek do Liga Leumit   |     | 0–4 |     |     | 2–4 |     | 0–1 |     |     |

## Najlepsi strzelcy
| Bramki | Strzelcy          | Drużyna            |
| ------ | ----------------- | ------------------ |
| 22     | Nikita Rukavytsya | Maccabi Hajfa      |
| 13     | Ben Sahar         | Hapoel Beer Szewa  |
| 12     | Yonatan Cohen     | Maccabi Tel Awiw   |
| 11     | Omri Altman       | Hapoel Tel Awiw    |
| 11     | Dean David        | FC Aszdod          |
| 10     | Tjaronn Chery     | Maccabi Hajfa      |
| 10     | Omer Fadida       | Hapoel Kefar Sawa  |
| 10     | Dor Jan           | Bene Jehuda        |
| 9      | Shlomi Azulay     | Beitar Jerozolima  |
| 9      | Chikeluba Ofoedu  | Maccabi Tel Awiw   |
| 9      | Eliel Peretz      | Hapoel Hadera      |
| 9      | Raz Stein         | Sekcia Nes Cijjona |

Źródło: 

## Stadiony
| FC Aszdod         |
| Stadion Jedenastu |
| 7 800             |
|                   |

| Beitar Jerozolima |
| Stadion Teddy     |
| 31 733            |
|                   |

| Bene Jehuda Hapoel Tel Awiw Maccabi Tel Awiw |
| Stadion Bloomfield                           |
| 29 400                                       |
|                                              |

| Ironi Kirjat Szemona |
| Stadion Miejski      |
| 5 300                |
|                      |

| Hapoel Beer Szewa |
| Turner Stadium    |
| 16 126            |
|                   |

| Hapoel Hajfa Maccabi Hajfa |
| Stadion Samiego Ofera      |
| 30 942                     |
|                            |

| Hapoel Kefar Sawa Hapoel Ra’ananna Sekcia Nes Cijjona |
| Stadion Miejski                                       |
| 11 500                                                |
|                                                       |

| Maccabi Netanja Hapoel Hadera |
| Stadion Netanja               |
| 13 610                        |
|                               |